# Starkeyite
La starkeyite est un minéral de la classe des sulfates qui appartient au groupe de la rozénite. Il a été nommé en 1956 par Oliver Rudolph Grawe en l'honneur de sa localité type : la Mine Starkey dans le comté de Madison, Missouri, USA.

## Caractéristiques
La starkeyite est un sulfate de magnésium tétrahydraté de formule chimique MgSO4·4H2O. Elle cristallise dans le système monoclinique. Elle apparait sous forme d'agrégats fibreux, de taille allant jusqu'à 4 cm ; également couramment en efflorescences en poudre. Sa dureté sur l'échelle de Mohs est de 2 à 3.

## Classification
Selon la classification de Nickel-Strunz, la starkeyite appartient à "07.CB: Sulfates (séléniates, etc.) sans anions additionnels, avec H2O, avec des cations de taille moyenne", avec les minéraux suivants : dwornikite, gunningite, kiesérite, poitevinite, szmikite, szomolnokite, cobaltkiesérite, sandérite, bonattite, aplowite, boyléite, ilésite, rozénite, drobecite, cranswickite, chalcanthite, jôkokuite, pentahydrite, sidérotile, bianchite, chvaleticéite, ferrohexahydrite, hexahydrite, moorhouséite, nickelhexahydrite, retgersite, biebérite, boothite, mallardite, mélantérite, zinc-mélantérite, alpersite, epsomite, goslarite, morénosite, alunogène, méta-alunogène, aluminocoquimbite, coquimbite, paracoquimbite, rhomboclase, kornélite, quenstedtite, lausénite, lishizhénite, römerite, ransomite, apjohnite, bilinite, dietrichite, halotrichite, pickeringite, redingtonite, wupatkiite et méridianiite.

## Formation et gisements
La starkeyite est un minéral secondaire peu fréquent formé en présence de sulfures de fer qui apparait également sous forme d'efflorescences dues à l'évaporation d'eaux superficielles et souterraines. En plus du site de sa découverte, la mine Starkey dans le Missouri, elle a également été décrite dans d'autres endroits des Etats-Unis, en Argentine, en Autriche, au Canada, en Slovaquie, en Espagne, en Grèce, en Hongrie, en Islande, en Inde, en Italie, au Japon, en Macédoine du Nord, au Maroc, au Mexique, en Namibie, en Pologne, au Royaume-Uni, en Tchéquie, en Russie, au Sénégal, en Suisse, en Turquie, en Ukraine, au Chili et en Chine.
Elle est habituellement associée à d'autres minéraux tels que la pyrite, la marcassite (mine Starkey, Missouri, USA) ; la konyaïte, la blödite, le gypse, la halite (Grand bassin de Konya, Turquie) ; la szomolnokite et la gunningite (mine Goldstrike, Nevada, USA).